# GW Train Regio

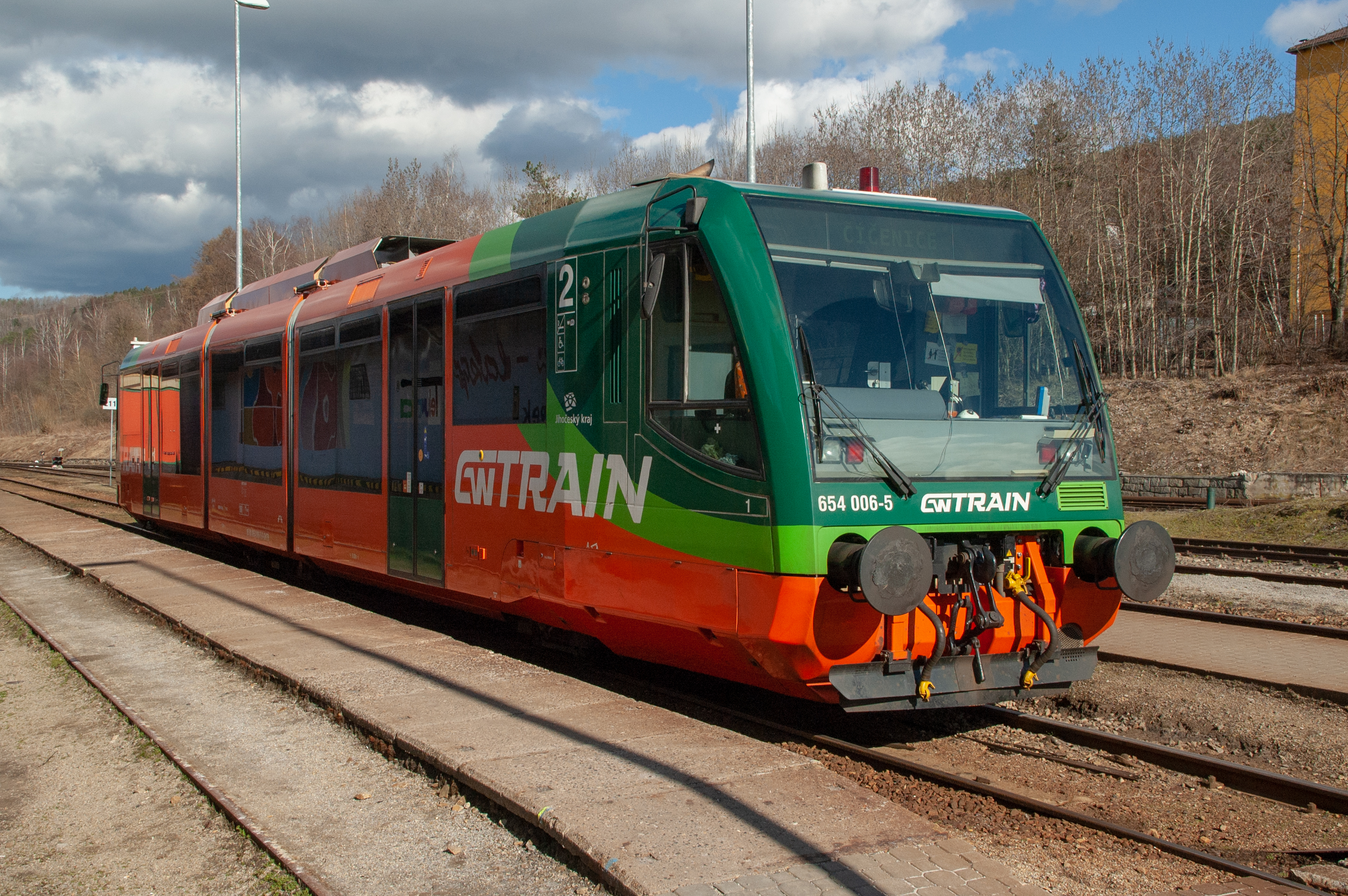
Regiosprinter in Prachatice (2019)

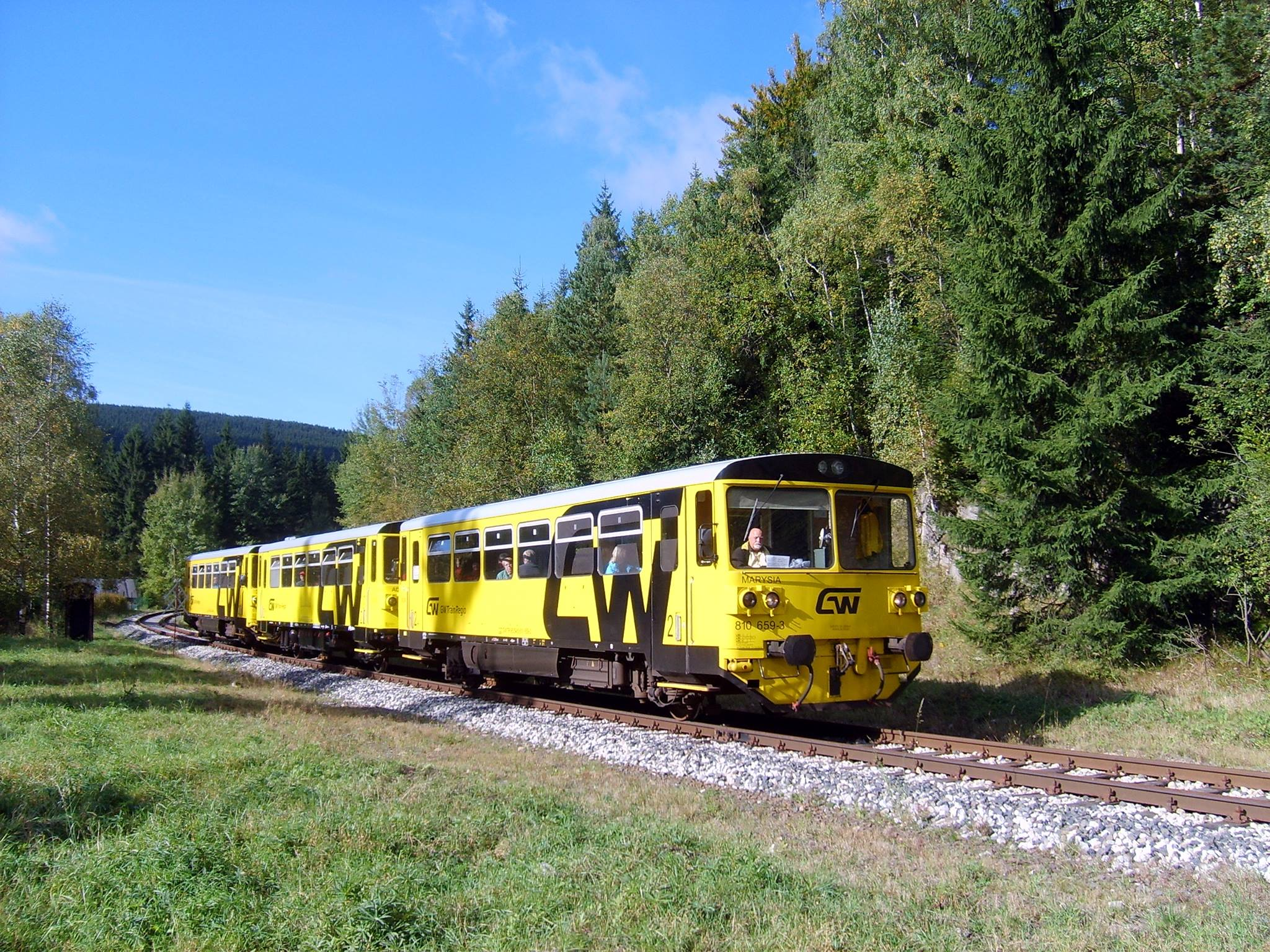
Baureihe 810 auf der Strecke Kořenov–Szklarska Poreba Górna (2013)

Die GW Train Regio a.s. (bis 20. Dezember 2011 Viamont Regio a.s.) ist ein Eisenbahnverkehrsunternehmen in Tschechien, mit Sitz in Ústí nad Labem.

## Geschichte
Nachdem die Firma Viamont ab 1997 auf verschiedenen Bahnstrecken den Schienenpersonennahverkehr übernommen hatte, gründete die Gesellschaft am 19. Juni 2008 die Viamont Regio a.s. als 100%ige Tochtergesellschaft. Diese wurde am 27. Oktober 2011 an die IDS building corporation a.s. verkauft, die sie am 20. Dezember 2011 in GW Train Regio umbenannte. Im Juni 2014 wurde das Unternehmen an die ČSAD Jihotrans a.s. weiterverkauft. Im März 2015 wurde bekannt, dass die Gesellschaft ab Fahrplanwechsel 2016 drei zusätzliche Strecken im Böhmerwald für 15 Jahre betreiben wird. GW Train Regio betreibt diese Strecken allerdings erst seit Dezember 2017 und löste die České dráhy ab. Ferner betreibt sie die Schnellzüge Plzeň–Chomutov–Most nach einer Direktvergabe mit Triebwagen der DB-Baureihe 628.
Die GW Train Regio a.s. hat im Oktober 2024 die neun Regiosprinter der Die Länderbahn CZ s.r.o. übernommen und in das Tschechische Nummernsystem Intigriert. Die Fahrzeuge werden an die Die Länderbahn CZ s.r.o. dauerhaft Vermietet mit einem Regiosprinter der schon vorher mit zur GW Train Regio a.s. Folgende Fahrzeuge wurden übernommen: VT 33, VT 34, VT 37, VT 39, VT 40, VT 41, VT 42, VT 43 und VT 44.

## Betriebene Linien im ÖPNV
- Trutnov hl .n.–Svoboda nad Úpou (12. Dezember 1997 bis 11. Dezember 2021)
- Sokolov–Kraslice–Zwotental (seit 14. Mai 1998 Sokolov–Kraslice, seit 28. Mai 2000 Kraslice–Klingenthal (Staatsgrenze); in Kooperation mit Vogtlandbahn)
- Karlovy Vary dolní nádraží–Mariánské Lázně (seit 1. Januar 2006)
- Kořenov–Harrachov–Szklarska Poręba Górna (28. August 2010 bis 12. Dezember 2015; in Kooperation mit Przewozy Regionalne)
- Trutnov–Královec–Lubawka–Sędzisław (seit 14. Dezember 2008; Saisonverkehr in Kooperation mit Koleje Dolnośląskie)
- Milotice nad Opavou–Vrbno pod Pradědem (seit 12. Dezember 2010)
- Plzeň hl.n.–Žatec západ–Chomutov–Most (seit 11. Dezember 2016)
- Číčenice–Nové Údolí (seit 10. Dezember 2017)
- České Budějovice–Černý Kříž (seit 10. Dezember 2017)
- Strakonice–Volary (seit 10. Dezember 2017)
- Adršpach–Meziměstí–Wałbrzych Główny–Wrocław Główny (seit 28. April 2018; Saisonverkehr in Kooperation mit Koleje Dolnośląskie)

## Fahrzeuge
- Baureihe 654 (Regiosprinter)
- Baureihe 810
- 814.501
- Baureihe 816
- Baureihe 817
- Baureihe 628

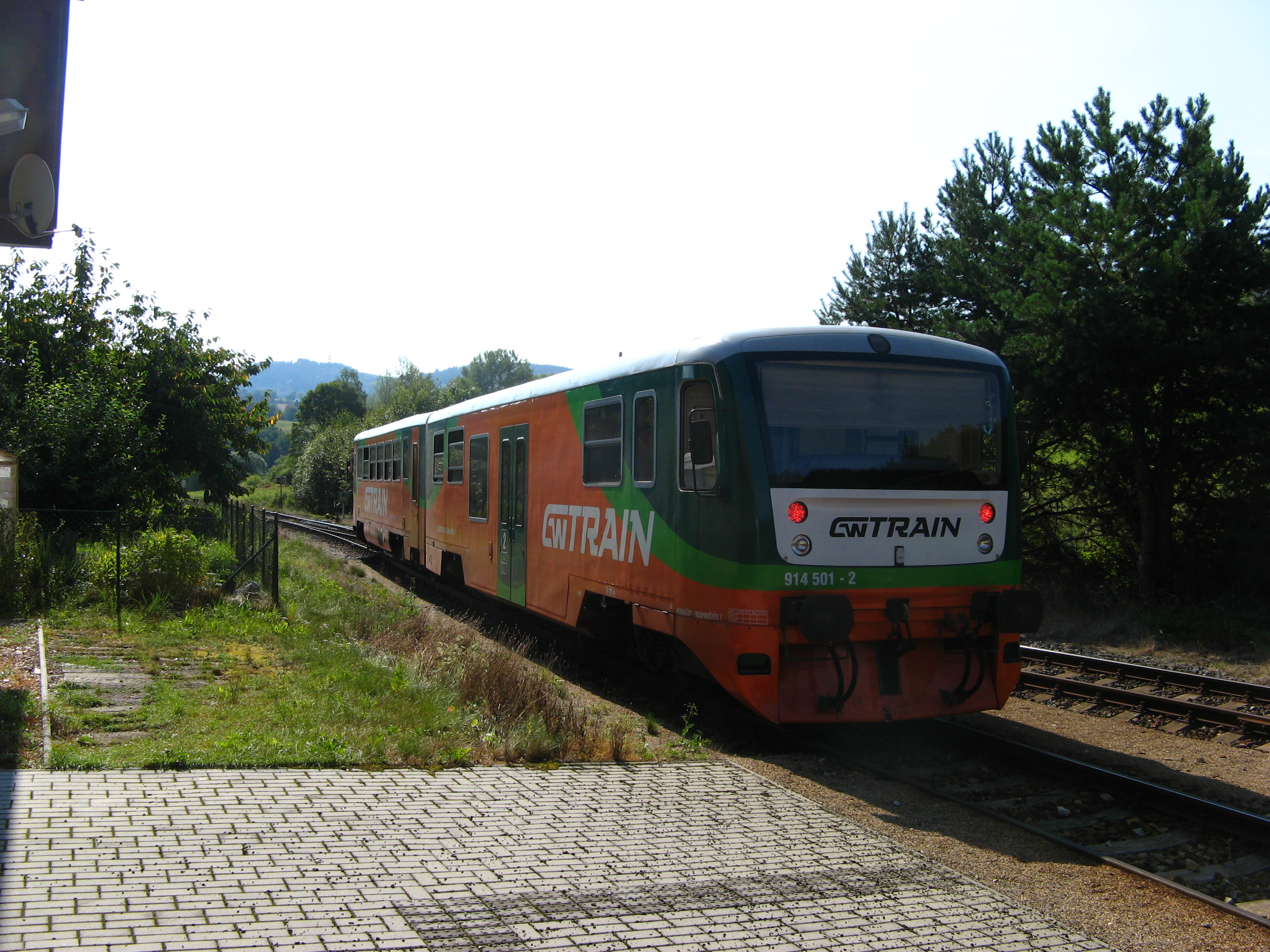
814.501 (2018)

- Stadler Regio-Shuttle RS 1 (5 Fahrzeuge ex Bodensee-Oberschwaben-Bahn)